# Davor Slamnig
Davor Slamnig (Zagreb, 13. ožujka 1956.), hrvatski književnik i glazbenik

## Životopis
Rođen je 13. ožujka 1956. godine u Zagrebu, gdje je završio osnovnu školu i gimnaziju. Glazbenu školu i Filozofski fakultet, navodno, nije završio. Školovao se i u SAD-u, u Bloomingtonu, u saveznoj američkoj državi Indiani i u Chicagu.

## Književni rad
Intenzivnije je počeo pisati 1977. godine, a priče je objavljivao u omladinskom tisku, prvenstveno u zagrebačkom "Poletu". Te su priče skupljene u zbirci "Čudovište", objavljenoj 1980. g.
U iduće tri godine je nastavio objavljivati kratke priče, skupljene u drugu zbirku, "Qwertzu i Opš", objavljenu 1983. godine.
Nakon te knjige je uslijedio dug period književne šutnje, da bi 2002. godine Slamnig takoreći uskrsnuo romanom "Topli zrak". Bilo je to prvo tiskano "dugopišuće" djelo zagrebačkog književnika, koje je izazvalo veliko zanimanje u javnosti, a svom tvorcu donijelo Prvu nagradu Jutarnjeg lista. Roman je ušao i u uži izbor za bosansku nagradu Meša Selimović.
Kratkoj formi (ili barem skupljanju svojih kratkih priča u zbirku) se vratio 2005. godine zbirkom "Krumpirova rodbina", u kojoj su skupljena djela objavljivanja u razdoblju od 1986. do 2005. godine. Za dvije je pripovijesti iz te zbirke, "Teletabisi" i "Kak smo postali Dalmatinci",  već bio nagrađivan, za prvu Drugom nagradom Večernjeg lista, 2004. godine, a za drugu nagradom Ranko Marinković i nagradom Večernjeg lista 2006. godine.
Godine 2011. Slamnigova je pripovijest Smisao objavljena pod naslovom Meaning u broju za svibanj/lipanj 2010. g. izdanja International Science Fiction časopisa World Literature Today (WLT).

## Glazbeni rad
Paralelno s književnošću, Davor Slamnig se bavio i glazbom.
Najranije je njegovo glazbeno djelo "Debil Blues", napisan u suradnji s Goranom Pavelićem - Pipom, prvi strip koji se može svirati i pjevati u crtežu vodećeg člana zagrebačkog Novog Kvadrata, Mirka Ilića.
Godine 1979. se Slamnig kao gitarist pridružio kultnoj slovenskoj skupini Buldožer, te s njima 1980. godine snimio album Izlog jeftinih slatkiša. Bio je to važan album za skupinu koju je nedugo prije toga napustio jedan od njezinih ključnih članova, pjevač Marko Brecelj. Osim gitarističkih dužnosti, Slamnig je sudjelovao i u stvaranju glazbe za pjesme "Karlo", "Slovinjak punk" i pjesme "Žene i muškarci", koju su članovi Buldožera od milja zvali svojim hit-singlom, a i odrecitirao je Breceljevu pjesmu "Okrutni bogovi istoka". Slamnig se nije dugo zadržao u Buldožeru, što i ne začuđuje obzirom na dislociranost grupe: Slamnig je živio u Zagrebu, a ostali članovi u Sloveniji.
Slamnig je osnovao vlastitu skupinu sa Žarkom Mandićem na basu i Radovanom Lučićem na bubnjevima, dok je vokalne dionice preuzela tada vodeća zagrebačka glumica Mira Furlan. Album Mira Furlan i Orkestar Davora Slamniga su snimili u Ljubljani krajem 1982. godine, a objavio ga je mariborski Helidon, u kojem je glavni i odgovorni urednik bio Boris Bele, nedavni Slamnigov šef u Buldožeru. Kao gost na glasoviru i sintetizatoru se pojavio tada malo poznati Srđan Dedić. Gotovo je sve stihove i glazbu napisao sam Slamnig, jedino su stihovi pjesme "Dječačići" nastali u suradnji s Mirom Furlan, a glazba pjesme "Samo da te malo" u suradnji sa Žarkom Mandićem. Album je postalo jedno od potonulih remek-djela domaće glazbe u doba tzv. novog vala.
Jedno vrijeme je Slamnig svirao u sastavu Dee Dee Mellow, u trenucima kad se ovaj po izdavanju audio-kazete polako, ali sigurno raspadao.
Slamnig je pisao glazbu i za popularnu seriju "Blentoni", a njegovu pjesmu "Frida" su snimili Psihomodo Pop.
Danas Slamnig svira u skupini Psi od Slame još jedne veteranske "sive eminencije" novovalnog doba, glazbenika i kazalištarca Pjera Žardina. Skupina do danas službeno nije izdala nikakvih svojih snimaka, osim onih dostupnih na njihovoj internetskoj stranici.

## Sinkronizacija
Pisao je hrvatske prepjeve za mnoge Disneyjeve animirane filmove.
- Kralj lavova (2003.)
- Aladin (2004.)
- Kralj lavova 2: Simbin ponos (2004.)
- Kralj lavova 3: Hakuna matata (2004.)
- Legenda o medvjedu (2004.)

## Ostalo
- "Nerazdvojni" - Prijevod i prepjev (2024.)
- "Monstermania" - Prijevod i adaptacija dijaloga (2021.)
- "Kako je Gru postao dobar" - Prijevod dijaloga (2017.)
- "Pjevajte s nama" - Prijevod dijaloga (2016.)
- "Spužva Bob Skockani: Spužva na suhom" - Prijevod dijaloga (2015.)
- "Lorax: Zaštitnik šume" - Prijevod dijaloga (2012.)
- "Čudovišna priča u Parizu" - Prijevod i adaptacija dijaloga (2011.)

## Ostale aktivnosti
Slamnig se uz to bavio i kreacijom i snimanjem džinglova za zagrebački Radio 101 i poruka za telefonske sekretarice, te programiranjem. Njegov je Another MasterMind for Windows jedna od duhovitijih verzija te igre prilagođena računalu.

## Objavljeni albumi
- Mira Furlan i Orkestar Davora Slamniga (1982.)

Sudjelovao na:
- Buldožer: Izlog jeftinih slatkiša (1980.)

## Objavljene knjige
- "Čudovište" (1980.), zbirka kratkih priča
- "Qwertzu i Opš" (1983.), zbirka kratkih priča
- "Topli zrak" (2002.), roman
- "Krumpirova rodbina" (2005.), zbirka kratkih priča

## Nagrade
- Prva nagrada Jutarnjeg lista, 2002., za roman "Topli zrak"
- Druga nagrada Večernjeg lista, 2004., za kratku priču "Teletabisi"
- Ranko Marinković, nagrada Večernjeg lista, 2006., za kratku priču "Kak smo postali Dalmatinci"

## Vanjske poveznice
- Davor Slamnig